# Xeroniscus brevicaudatus
Xeroniscus brevicaudatus là một loài chân đều trong họ Eubelidae. Loài này được Ferrara miêu tả khoa học năm 1973.